# Постачання
Постачання — частина логістики, яке охоплює власне закупівлю, складування, транспортування, оприходування товарів, внутрішню перевірку й зберігання закупленого. Використовується також як синонім терміна закупівельна логістика, або вхідна логістика.
Інтегроване управління товарорухом — концепція постачання фірми, яка вважає за потрібне інтеграцію своєї системи постачання з системами постачальників і споживачів. Мета цієї концепції — досягнення максимальної продуктивності всієї системи розподілу.

## Етапи процесу постачання
- Усвідомлення потреби.
- Розробка специфікації продукту.
- Розробка заявок для потенційних постачальників.
- Складання рейтингу постачальників.
- Прийняття рішення про закупівлю.
- Проведення переговорів та розробка контракту.
- Перевірка продуктів на якість.
- Оцінка ефективності роботи з постачальниками.